# Hansewerk Natur
Die Hansewerk Natur GmbH ist ein regionaler Wärmeversorger und Energiedienstleister mit Sitz in Quickborn (Schleswig-Holstein). Als 100%ige Tochtergesellschaft der Hansewerk AG konzentriert sich das Unternehmen auf die Bereitstellung von Wärme, Kälte und Dampf sowie die Stromerzeugung aus Kraft-Wärme-Kopplungsanlagen. Zudem übernimmt es den technischen Betrieb von Anlagen Dritter und die Verstromung regenerativer Energien.
Im Geschäftsjahr 2023 beschäftigte das Unternehmen 211 Mitarbeiter und erzielte einen Umsatz von 307,01 Millionen Euro.

## Geschichte
Die Norddeutsche Energieagentur (NEA) wurde 1998 gegründet und entstand aus der Werbestelle für Haus- und Industriegas GmbH, einer Tochtergesellschaft der Hamburger Gaswerke Hein Gas, die am 5. Juli 1927 gegründet wurde.
Nach der Fusion von Hein Gas, Schleswag und HGW HanseGas im Jahr 2003 wurde die NEA im Jahr 2006 in E.ON Hanse AG umbenannt und erhielt im Oktober 2014 den Namen Hansewerk Natur.
Im Dezember 2024 kündigten die Stadtwerke Kiel eine Zusammenarbeit mit Hansewerk Natur an, um weitere Nahwärmenetze für Kiel und die umliegende Region zu entwickeln.

## Unternehmensstruktur
Hansewerk Natur mit Sitz in Quickborn (Schleswig-Holstein) ist ein 100%iges Tochterunternehmen der Hansewerk AG.
Neben dem Hauptsitz in Quickborn unterhält das Unternehmen sieben Betriebsstätten. Diese befinden sich in Hamburg, Oldenburg (Holstein), Fockbek, Ribnitz-Damgarten, Tinnum, Wahlstedt und Seevetal.
Regional deckt das Unternehmen im Wesentlichen die Bundesländer Hamburg, Schleswig-Holstein, Mecklenburg-Vorpommern und den nördlichen Teil Niedersachsens ab.

## Dienstleistungen
Das Unternehmen betreibt rund 120 Nahwärmenetze und Fernwärmenetze mit einer Länge von rund 850 Kilometern. In Hamburg versorgt es den Süden, Westen und Osten der Stadt über drei größere Fernwärmenetze. Die Wärme stammt aus industrieller Abwärme, Großwärmepumpen, Holzpellets, Solarthermie, Blockheizkraftwerken (BHKW), Power-to-Heat-Anlagen und weiteren Heizzentralen. Diese Systeme versorgen Wohnanlagen, öffentliche Einrichtungen und Gewerbebetriebe mit Wärme. 2021 wurde ein erster Feldtest für ein BHKW mit bis zu 100 % Wasserstoff durchgeführt.
Das Unternehmen bietet über Contracting-Modelle nicht nur dezentrale Wärmeversorgung, sondern auch Dampf, Kälte und Strom aus Kraft-Wärme-Kopplung an.
Es zählt zu den größten Betreibern dezentraler Blockheizkraftwerke in Norddeutschland mit rund 250 Anlagen, die hauptsächlich mit Erdgas betrieben werden, aber auch Biogas, Bioerdgas, Deponiegas oder Klärgas nutzen. Die Leistung dieser Blockheizkraftwerke reicht von 5,5 kWel bis knapp 10.000 kWel.

## Klimaschutz
Hansewerk Natur will bis 2030 klimaneutral werden. Dabei steht die Reduktion des Energieverbrauchs an oberster Stelle. Um den Betrieb seiner Energieumwandlungsanlagen nachhaltiger zu gestalten, setzt das Unternehmen zunehmend auf selbst produzierten Strom. Seit 2021 wurden insgesamt 41 Photovoltaikanlagen auf Dächern und Containern installiert. Darüber hinaus plant Hansewerk Natur, seinen Fuhrpark bis 2025 weitgehend auf E-Autos umzustellen und die Ladeinfrastruktur entsprechend auszubauen. In den kommenden Jahren wird das Unternehmen seine Heiz- und Blockheizkraftwerke (BHKW) auf grüne Technologien wie Grüngas, Pellets und Wärmepumpen umstellen.
Die Stromproduktion bei HanseWerk Natur erfolgt bereits zu 60 % auf Biogasbasis. Rund 40 % der Wärme wird Stand 2025 auf Basis von Abwärme oder Erneuerbaren Energien erzeugt.

## Projekte

### Luftwärme in Langenhorn
2025 wird in Langenhorn eine Luftwärmepumpe mit 600 kW Leistung in Betrieb genommen. Sie soll 77 Haushalte, eine Schule, Sporthalle und Kindertagesstätte versorgen. Die Pumpe soll ein mit Erdgas betriebenes Blockheizkraftwerk ablösen.

### Wärmepumpe in Schenefeld
Im Mai 2025 installierte Hansewerk Natur auf dem Dach des Stadtzentrums in Schenefeld eine 25 Tonnen schwere Wärmepumpe. Die Pumpe, die eine Leistung von 500 kW erbringt, ersetzt die Erdgaskessel, die bis dahin alleine für die Energiegewinnung im Stadtzentrum eingesetzt worden waren.

### Holzgas-Blockheizkraftwerk
Im Mai 2024 weihte das Unternehmen in Wahlstedt im Kreis Segeberg das landesweit erste Holzgas-Blockheizkraftwerk ein, das nicht nur Wärme für die mehr als 1000 angeschlossenen Haushalte, sondern auch Strom produziert. Die verbleibende Holzkohle kann in der Landwirtschaft als Zusatz zu Futtermitteln oder im Straßenbau verwendet werden.

### Energiemix in Kropp
2024 wurde die Wärmeversorgung in der Gemeinde Kropp umgestellt, sodass Hansewerk Natur die rund 200 angeschlossenen Kunden seitdem nahezu ohne fossile Brennstoffe versorgt. Dies geschieht durch einen Mix aus Biowärme, Holzpellets und Wärmepumpen, die mit grünem Strom betrieben werden. Die Grundlast der Wärmeversorgung wird durch Abwärme einer nahegelegenen Biogas-KWK-Anlage gedeckt. Eine modulare Luft-Wasser-Wärmepumpenanlage mit einer Gesamtleistung von 290 kW deckt den Wärmebedarf bei Außentemperaturen über sechs Grad Celsius. Die Primärenergie für die Wärmepumpen stammt möglichst von einer lokal installierten Photovoltaikanlage. Für die Mittel- und Spitzenlast während der Heizperiode stehen zwei Holzpellets-Kesselanlagen mit jeweils 350 kW zur Verfügung, wobei die Holzpellets regional aus Reststoffen von Sägewerken bezogen werden.

### Kalte Nahwärme in Stolpe
Im Oktober 2023 installierte das Unternehmen im Neubaugebiet Kräuterpark in Stolpe ein kaltes Nahwärmenetz. Im Gegensatz zu herkömmlichen Nahwärmenetzen, die mit Temperaturen zwischen 40 und 95 Grad arbeiten, weist das kalte Nahwärmenetz Vorlauftemperaturen von lediglich 5 bis 13 Grad auf. Hierfür wurden 22 Erdwärmesonden in einer Tiefe von 130 Metern installiert, die als Wärmequelle dienen. In den Wohngebäuden kommen Wärmepumpen zum Einsatz, um die Temperatur auf ein nutzbares Niveau für Fußbodenheizung und Warmwasser anzuheben. Im Sommer können die Wohnräume über die Fußbodenheizung gekühlt werden, wobei die entnommene Wärme ins System zurückgeführt wird. Das Stolper Netz erfordert dabei bis zu sechs Mal weniger Energie als herkömmliche Nahwärmenetze. Durch die Nutzung von Grünstrom wird der CO2-Ausstoß nahezu auf null reduziert. In der Siedlung können so jährlich bis zu 60 Tonnen Kohlendioxid im Vergleich zu einer erdgasbetriebenen Wärmeversorgung eingespart werden.

### Biomasse in Lütjenburg
Im April 2023 kündigte Hansewerk Natur die Umstellung der Nahwärmeversorgung in Lütjenburg, Schleswig-Holstein, von Erdgas auf grüne Nahwärme an. Zu diesem Zweck wurde ein langfristiger Wärmeliefervertrag mit Get2energy abgeschlossen. Zunächst werden Holzpellets verwendet, gefolgt von einem Brennstoff aus regionalem Gras- und Grünschnitt, den sogenannten Biomasse-to-Energy (BtE)-Pellets. Mit dieser Maßnahme soll die Wärmeerzeugung von Hansewerk Natur nachhaltig dekarbonisiert werden und zur Reduzierung der CO2-Emissionen beitragen.

### Klimaschonendes Wärmequartier Stellinger Linse
Seit 2022 versorgt Hansewerk Natur das Wohnquartier Stellinger Linse der Baugenossenschaft Hamburger Wohnen eG, das rund 1500 Wohneinheiten umfasst, hauptsächlich mit Wärme aus einem Biomethan-Blockheizkraftwerk (BHKW) und Solarthermie-Anlagen. Durch diese umweltfreundliche Maßnahme kann das Unternehmen jährlich über 1200 Tonnen CO2 einsparen, was etwa 75 % weniger ist als bei der vorherigen Wärmeversorgung.

### Wasserstoff-BHKW
In Hamburg-Othmarschen hatte Hansewerk Natur in den Jahren 2020 und 2021 ein Blockheizkraftwerk umgerüstet, das mit bis zu 100 % grünem Wasserstoff (H2) betrieben werden konnte. Im Rahmen mehrerer Testreihen wurde das BHKW nicht nur mit Erdgas, sondern auch temporär mit grünem Wasserstoff oder einer Mischung beider Brennstoffe betrieben. Dieses Vorhaben war in Deutschland für diese Motorgröße (ein Megawatt) bislang einmalig. Für die Tests wurde aus überschüssiger Windkraft gewonnener Wasserstoff verwendet. In der ersten Testreihe konnte Hansewerk Natur nachweisen, dass ein Betrieb mit 100 % Wasserstoff möglich ist.
Das Blockheizkraftwerk versorgt heute 30 Wohngebäude, eine Sporteinrichtung, eine Kindertagesstätte sowie das Freizeitzentrum Othmarschen Park mit Nahwärme. Der gleichzeitig erzeugte Strom wird genutzt, um zwei Wallboxen für Elektroautos im örtlichen Parkhaus zu betreiben, und zusätzlich in das Stromnetz eingespeist.

### Pellet-Kessel Schönberg
Im Jahr 2019 hat Hansewerk Natur die Energiezentrale in Schönberg (Schleswig-Holstein) saniert. Anstelle von Heizöl werden nun umweltfreundliche Holzpellets zur Wärmeversorgung des örtlichen Wärmenetzes eingesetzt. Nach der ersten Heizperiode konnte das Unternehmen eine CO2-Einsparung von 750 Tonnen verzeichnen. Für die Sanierung der Energiezentrale in Schönberg und den Umstieg auf umweltfreundliche Holzpellets wurde Hansewerk Natur im Jahr 2022 mit dem Umweltpreis der Wirtschaft ausgezeichnet. Diese Auszeichnung würdigt das Engagement des Unternehmens für nachhaltige Energiemaßnahmen und die Reduzierung von CO2-Emissionen.

### „Virtuelles Kraftwerk“ für Regelenergie
Im Mai 2016 bündelte das Unternehmen 70 seiner Blockheizkraftwerke in Hamburg, Schleswig-Holstein und Mecklenburg-Vorpommern zu einem so genannten „virtuellen Kraftwerk“. Dies dient der Netzstabilität, da es schwankende Strommengen aus der regenerativen Erzeugung (Wind, Sonne) ausgleichen kann. Abhängig von der Netzsituation werden die Blockheizkraftwerke in ihrer Leistung hoch- oder heruntergefahren. So können sie zusammen zusätzliche Energie liefern oder die Stromlieferung reduzieren (Regelenergie). Die Wärmeversorgung der angeschlossenen Haushalte ist durch die Wärmenetze und Wärmespeicher sichergestellt.

### Blockheizkraftwerke
In Hamburg-Wandsbek, Hamburg-Stellingen, Hamburg-Wilhelmsburg und im schleswig-holsteinischen Stapelfeld werden vier Blockheizkraftwerke mit einem Gesamtwirkungsgrad nahe 100 % betrieben. Durch die parallele Erzeugung von Strom und Wärme in einem Arbeitsgang erreichen Blockheizkraftwerke bereits hohe Gesamtwirkungsgrade (elektrischer + thermischer Wirkungsgrad). Durch den Einsatz einer Groß-Wärmepumpe zur Wärmerückgewinnung kann der Gesamtwirkungsgrad bei den Anlagen in Wandsbek, Stellingen, Wilhelmsburg und Stapelfeld auf rund 100 % gesteigert werden.

### Eurogate
Das Unternehmen öffnete seine Wärmenetze für Geschäftspartner, welche die Möglichkeit haben, klimafreundliche Energie einzuspeisen, zu speichern und bei Bedarf wieder abzurufen. Es wurden mehrere Projekte umgesetzt, zum Beispiel mit dem Hafenbetreiber Eurogate im Juli 2012. Hansewerk Natur ermöglicht es Eurogate, überschüssige Wärme in sein Wärmenetz einzuspeisen. Dadurch kann Hansewerk Natur diese Wärme an seine Kunden weiterleiten und die eigene Produktionsmenge reduzieren. Wenn Eurogate zusätzlich Wärme benötigt, kann es diese bei Bedarf aus dem Netz zurückholen.

### Multifunktionsspeicher Karlshöhe
2011 nahm das Unternehmen den Multifunktionsspeicher in Hamburg-Bramfeld in Betrieb. Dieser ermöglichte die Speicherung von solarthermischer Wärme aus der Solarsiedlung sowie Wärme aus der Müllverbrennungsanlage in Stapelfeld und Blockheizkraftwerken. Zudem konnten weitere solarthermische Anlagen ins Netz integriert werden, wobei eine Mindestgröße von 100 Quadratmetern Voraussetzung war. Anfang 2016 wurden die technischen Grundlagen für diese Einspeisung in einem Pilotprojekt an einer Solarthermieanlage in Hamburg-Wandsbek getestet, um zukünftige Angebote für Solaranlagenbetreiber zu entwickeln.

### Energiekonzept für Hamburg
Im Rahmen der zwischen der Hansewerk AG (damals E.ON Hanse AG) und der Freien und Hansestadt Hamburg geschlossenen Kooperationsvereinbarung Energiekonzept für Hamburg, die auf der Landespressekonferenz am 29. November 2011 präsentiert wurde, übernahm Hansewerk Natur bis 2013 umfangreiche Aufgaben. Dazu gehörten unter anderem der Ausbau der Kraft-Wärme-Kopplung, der Ausbau bzw. die Verdichtung der Wärmenetze sowie der Speicherkapazitäten, die Öffnung der Wärmenetze für Geschäftspartner und die verstärkte Einkopplung industrieller Abwärme.